# هربدان
هربدان (داراب)، روستایی از توابع بخش مرکزی شهرستان داراب در استان فارس ایران است.

## جمعیت
این روستا در دهستان نصروان قرار دارد و براساس سرشماری مرکز آمار ایران در سال ۱۳۸۵، جمعیت آن ۱٬۱۲۳ نفر (۲۴۹خانوار) بوده‌است.